# Brigitte (magazine)
Pour les articles homonymes, voir Brigitte.
Brigitte est le magazine féminin le plus vendu en Allemagne, avec un tirage d'environ 800 000 exemplaires pour 3 600 000 lectrices. Édité toutes les deux semaines par Gruner + Jahr, le magazine a été créé en 1954 en Allemagne de l'Ouest.

## Sources
- (de) Dora Horvath, Bitte recht weiblich! Frauenleitbilder dans der deutschen Zeitschrift „BRIGITTE“ 1949-1982, Zurich, Chronos Verlag, 2000
- (de) Dora Sylvia et Lott-Almstadt, Brigitte 1886-1986, Chronik einer Frauenzeitschrift, Hambourg, Gruner + Jahr AG & Co, 1986 (ISBN 3-570-04930-2)